# Ford Ikon
Ford Ikon (русск. Форд Айкон) — автомобиль, выпускаемый и продававшийся компанией Форд, в основном на территории Индии. В Южной Африке, Мексике и Китае производства были закончены в декабре 2006, сентябре 2007 и в течение 2007 года соответственно. Автомобиль представлял собой седан-версию Ford Fiesta Mark V, построенный на платформе Ford B3.
Мексиканские и южноафриканские Ikon'ы были близки к европейским Mark IV и V Fiesta, получив все те же атрибуты и аксессуары что и европейские покупатели. На индийскм Ikon'е была удешевлённая подвеска, отделка. Китайский Ikon был посередине между теми и теми по всем параметрам.
В Мексике, Бразилии и Китае Ikon сбывался как седан Fiesta. В Бразилии, эта модель была заменена новой 4-дверной моделью на основе южноафриканской Fiesta. В Южной Африке же, Ikon был заменён другой 4-дверной моделью на базе европейской Fiesta Mark IV, и произведённой в Индии, в которой продавалась как раз, как Ikon.
Форд прекратил выпуск седана Ikon в Мексике после сентября 2007 года.  Продажи прекратились уже до января 2008 года наряду с Ford Ka.